# Christian Gottlob Wild

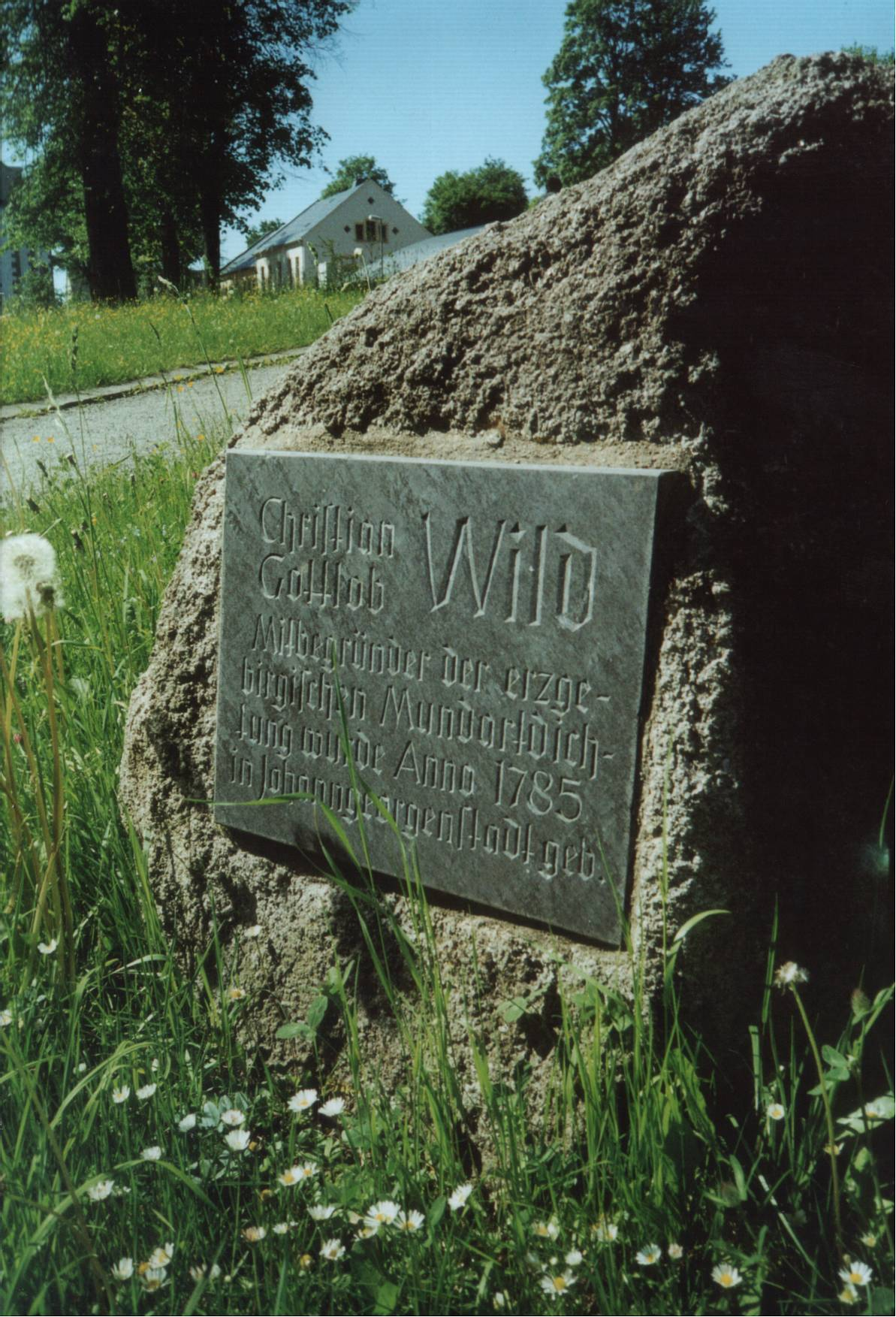
Gedenktafel in Johanngeorgenstadt

Christian Gottlob Wild (* 25. Dezember 1785 in Johanngeorgenstadt; † 24. März 1839 in Breitenbrunn/Erzgeb.) war ein deutscher evangelisch-lutherischer Pfarrer. Er gilt als Begründer der erzgebirgischen Mundartdichtung.

## Leben
Wild wurde als Sohn des gleichnamigen dritten Lehrers an der Johanngeorgenstädter Lateinschule geboren. Nach dem Schulbesuch in seiner Geburtsstadt wechselte er an das Lyzeum in Schneeberg und nahm 1805 ein Theologiestudium an der Universität Wittenberg auf. In der vorlesungsfreien Zeit unternahm er ausgedehnte Wanderungen, um seine erzgebirgische Heimat kennenzulernen. Bereits im Alter von 22 Jahren schrieb er sein Hauptwerk, eine Reisebeschreibung, die 1809 in Freiberg gedruckt erschien.
Von 1816 bis 1824 war Wild Pfarrer in Carlsfeld. 1824 wurde er in das Pfarramt in Breitenbrunn versetzt, wo er bis an sein Lebensende wirkte. Er heiratete am 20. Mai 1817 in Grünstädtel Caroline Friedericke, die Tochter des Revierförsters Christoph Heinrich Nollain in Großpöhla. Ihre Kinder hießen Guido Selmar, Oskar, Emil, Ryno-Volkmar, Carl Bruno und Aurelia.

## Werke
- Interessante Wanderungen durch das Sächsische Ober-Erzgebirge. Zur Belehrung und Unterhaltung herausgegeben. in Comission bei Graz und Gerlach, Freyberg 1809 (Digitalisat in der Sächsischen Landesbibliothek - Staats- und Universitätsbibliothek Dresden).
- Vermischte Gedichte, 1816 (davon drei in erzgebirgischer und zwei in vogtländischer Mundart, besonders bekannt: „’s Afahrn“ (Wenn’s Gelöckel dreie lätt) und „Ich bi e lustige Klippelmad“.)
- Luther. Ein Gedicht in neun Gesängen, 1817.
- Karl Stülpner, ein merkwürdiger Wildschütz (Aufsatz), 1816.
- Predigt am Sonntage nach Weihnachten 1821, in Bezug auf die am dritten Weihnachtsfeiertage in Carlsfeld in der neunten Abendstunde geschehene schauerhafte Ermordung der Christ. Fried. Wilhelm. Baumgarten von ihrem bisherigen Liebhaber C. G. Ludwig v. Otto.
- Wiegenliedl und Der Waldgihr, in: Gedichte und Geschichten in erzgebirgischer Mundart, 1. Heft, Annaberg 1880.
- Pfarrer Wild'sche und einige andre Gedichte (= Gedichte und Geschichten in erzgebirgischer Mundart, 13. Heft), Hermann Grasers Verlag, Annaberg 1896 (Digitalisat in der Sächsischen Landesbibliothek Dresden).